# 马尔泰勒
马尔泰勒（法語：Martel，法語發音：[maʁtɛl]）是法国洛特省的一个市镇，位于该省北部，属于古尔东区。

## 地理
马尔泰勒（44°56'13"N, 1°36'32"E）面积35.28 平方千米，位于法国奧克西塔尼大區洛特省，该省份为法国西南部内陆省份，北起顺时针与科雷兹省、康塔爾省、阿韦龙省、塔恩-加龙省、洛特-加龍省和多尔多涅省接壤。
与马尔泰勒接壤的市镇（或旧市镇、城区）包括：巴拉杜、克雷斯、屈藏斯、弗卢瓦拉克、蒙瓦朗、圣但尼莱马尔泰勒、斯特朗凯勒、凯尔西地区勒维尼翁。

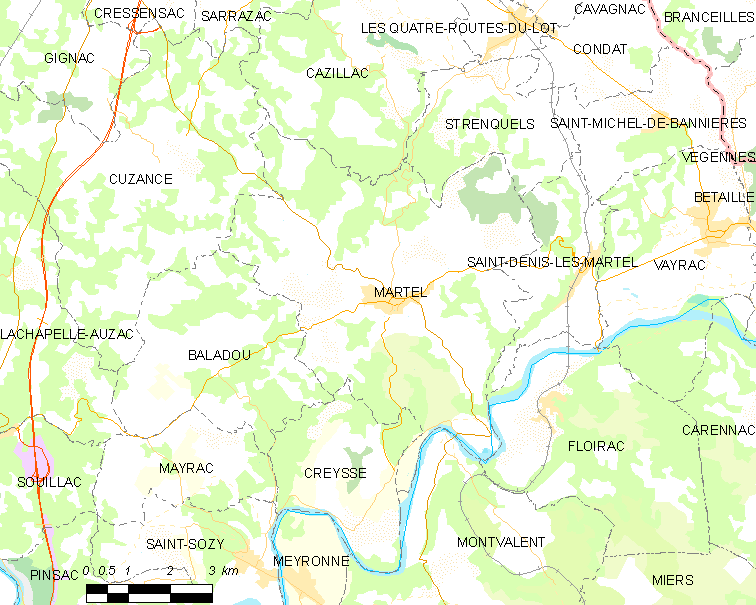
马尔泰勒的OSM定位图

马尔泰勒的时区为UTC+01:00、UTC+02:00（夏令时）。

## 行政
马尔泰勒的邮政编码为46600，INSEE市镇编码为46185。

## 政治
马尔泰勒所属的省级选区为马尔泰勒县。

## 人口

1962-2008年间马尔泰勒人口变化图示

马尔泰勒于2022年1月1日时的人口数量为1639人。